# ديديمسفارت

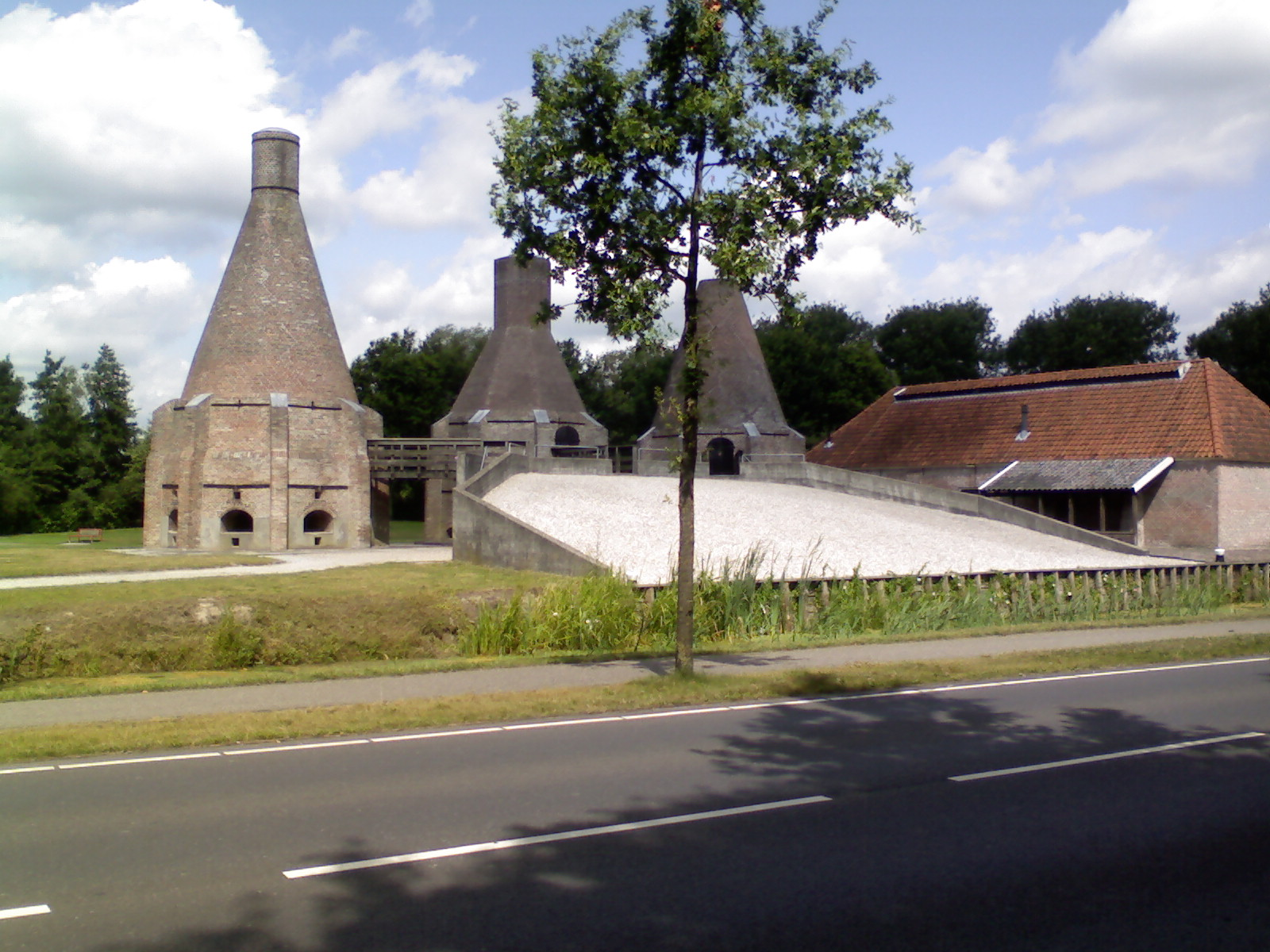
قمين الجير بالقرب من ديديمسفارت يعتبر رايكس مونيومنت

ديديمسفارت (Dedemsvaart، أي "قناة ديديم") (الساكسونية الهولندية السفلى: De Voart) هي قرية في أوفيرايسل، هولندا. يبلغ عدد سكانها حوالي 12000.
وتقع المدينة على طول قناة قديمة (أيضا باسم ديديمسفارت) التي سميت القرية على اسمها. فقدت القناة أهميتها التجارية بعد الحرب العالمية الثانية. كانت المنطقة حول ديديمسفارت حتى عام 2001 جزءا من بلدية هاردين بيرخ، وكانت مركزا مهما للصناعة. خطط البارون ويليم يان من ديديم، الذي أخذت القناة والبلدة اسمه، لحفر القناة. بدأت أعمال البناء  في 9 يوليو من عام 1810. بعد حوالي سنتين، في 1811، كان حفر القناة قد وصل إلى بالكبروخ. في عام 1845 وقع المشروع في أزمة مالية، فتنازل البارون عن قناة ديديمسفارت، التي كانت حتى تلك اللحظة تعتبر ملكية خاصة، إلى مقاطعة أوفرايسل، التي اعتنت بالقناة بعد ذلك. على مر السنين، تغيرت القناة وأصبحت غير صالحة للاستخدام التجاري.
تقع قرية ديديمسفارت بالقرب من الطريق N377 بين بالكبروخ ولوتن. تم حل بلدبة أفيريست في عام 2001 وأصبحت جزءا من بلدية هاردنبيرخ.

## المعالم البارزة
- توينين مين رايس مجمع من 25 حديقة مصممة من قبل مهندسة البساتين الشهيرة مين رايس.

## وصلات خارجية
- توينين مين رايس

إحداثيات: 52°36'N 6°28'E / 52.600°N 6.467°E